# Lapajiwka
Lapajiwka (ukrainisch Лапаївка; russisch Лапаевка Lapajewka, polnisch Łapajówka) ist ein Dorf in der Oblast Lwiw im Westen der Ukraine mit etwa 4422 Einwohnern (2022).
Am 12. Juni 2020 wurde das Dorf ein Teil der neu gegründeten Landgemeinde Symna Woda im Rajon Lwiw, bis dahin war es das administrative Zentrum  der gleichnamigen, 1,85 km² großen Landratsgemeinde im Nordwesten des Rajon Pustomyty, zu der noch das Dorf Cholodnowidka (Холодновідка, ⊙) mit etwa 900 Einwohnern gehörte.
Die Ortschaft liegt im Osten Galiziens am Ufer der 16 km langen Symna Woda, (Зимна Вода, auch Вишенька Wyschenka), 16 km nördlich vom ehemaligen Rajonzentrum Pustomyty und 10 km westlich vom Oblastzentrum Lwiw.
Das Dorf liegt an der Kreuzung der Fernstraße M 11 mit der M 10/E 40 und am Beginn der Nationalstraße N 13 (Ukraine).